# Slovensko planinsko društvo Celovec
Slovensko planinsko društvo Celovec (kratica SPDC), je planinska organizacija koroških Slovencev v Avstriji.
Društvo je bilo ustanovljeno 11. januarja 1953 v Celovcu. Pred tem je od leta 1900 delovala Ziljska podružnica slovenskega planinskega društva, ki jo je 1907 nasledila Koroška podružnica s SPD s sedežem v Celovcu. Obe, ki sta se z označevanjem in gradnjo planinskih poti, z nameščanjem slovensko - nemških kažipotov, z izletništvom in planinsko fotografijo, je vodil Franc Grafenauer. Leta 1901 je Ziljska podružnica odprla na Zahomski planini 1712 mnm (nem. Achomitzer Alm) Korenovo kočo. Med 1. svetovno vojno je organizirano planinstvo podružnice zamrlo, po vojni pa so v letih 1918−1920 delovale podružnice v Borovljah, Pliberku in Velikovcu.
Danes se SPDC ukvarja z izletništvom, organizira predavanja in fotografske razstave. Prizadeva si za ohranitev domačih ledinska in krajevnih imen. Je tudi pobudnik in soorganizator mednarodnega spominskega pohoda na 1090 mnm visoko Arihovo peč (nem. Arichwand). Leta 1969 je SPDC ob podpori planincev z Gorenjske zgradilo planinsko kočo, ki so jo ob odprtju poimenovali, Koča nad Arihovo pečjo (1080 mnm).